# علم الأدلة الجنائية

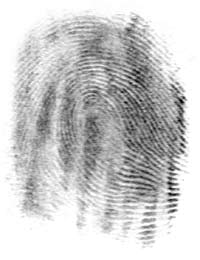
تعد بصمات الأصابع أحد الوسائل التي يعتمد عليها علم الأدلة الجنائية في معرفة الجناة

علم الأدلة الجنائية أو العلوم الجنائية هو مصطلح عام يشمل المناحي العلمية والتقنية المتبعة بأسلوب منهجي علمي لجمع الأدلة وفحص المعلومات التي تقود في علم الجريمة إلى معرفة سبب وقوع الحادثة. من الأمثلة التقنية المستخدمة حاليا في جمع الأدلة وفحص المعلومات هو علم الأدلة الجنائية الرقمية في الحاسب الآلي والأدلة الجنائية الخاصة بالهواتف المحمولة.
علم الأدلة الجنائية بصفة عامة هو العلم الذي يبحث في طبيعة الدليل الجنائي أيا كان مصدره أو نوعه، فالدليل الجنائي قد يكون دليلا معنويا مثل الشهادة أو الاعتراف، وقد يكون دليلا ماديا مثل العثور على هوية أحد الأشخاص بمحل الجريمة، أما الدليل الفني فهو تخصيص من الدليل المادي، وهو ما يتطلب خبير متخصص للتعامل معه.
العلماء الجنائيون هم المسؤولون عن رفع وحفظ وتخزين وتحليل أي دليل جنائي من مسرح الجريمة بالطريقة الصحيحة والدقيقة دون تلويث أو تدمير لضمان صحة النتائج والاستنتاجات فيما بعد. هذه المسؤوليات مقسمة حيث يسافر بعض العلماء الجنائيون إلى مسرح الجريمة لجمع الأدلة بأنفسهم ويطلق عليهم فريق مسرح الجريمة، ويشغل آخرون دورًا مختبريًا، حيث يعملون على تحليل الأدلة التي جلبها لهم أفراد فريق مسرح الجريمة مختبريا باستخدام أجهزة وآلات المختبر المختلفة كالمجاهر  بالإضافة إلى هذين الدورين، يمكن أن يطلب علماء الأدلة الجنائية كشهود خبراء في المحكمة في كل من القضايا الجنائية والمدنية ويمكن أن تكون الشهادة لصالح أي من طرفي النزاع.
يشتق لفظ forensics المستخدم في اللغة الإنجليزية للإشارة إلى علم الأدلة الجنائية من الكلمة اللاتينية forēnsis، والتي تعني أمام المنتدى.

## أنواع الأدلة الجنائية

### أدلة فيزيائية
- البصمة الوراثية
- آثار أو بصمات الأحذية
- آثار الإطارات
- آثار أو بصمات الأدوات مثل الأسلحة والمفكات
- أثر البارود

#### الأدلة المتتبعة
- الزجاج
- الأصباغ والخيوط
- المخدرات
- الأسلحة والرصاص
- الوثائق وكشف التزوير: تحليل الخطوط والتواقيع والشيكات والأوراق النقدية
- لون ونوع ورقم السيارة

### أدلة حيوية
- الدم
- اللعاب
- السائل المنوي أو المهبلي
- الشعر
- المواد النباتية مثل الخشب، النباتات وخاصةً النادرة منها، حبوب اللقاح

## اقرأ أيضاً
- طب شرعي

- علم الجريمة
- أدلة جنائية